# Astro Boy (serie animata 2003)
Astro Boy (アストロボーイ・鉄腕アトム?, Asutoro Bōi: Tetsuwan Atomu, lett. “Astro Boy: Atom dal braccio di ferro”) è la terza serie animata dedicata ad Astro Boy, basata sull'omonimo manga di Osamu Tezuka del 1952.
La serie, inedita in Italia, è il remake dell'originale anime del 1963, ed è stata prodotta nel 2003 dalle compagnie Tezuka Productions, Sony Pictures Entertainment Japan e Fuji Television.

## Doppiaggio

### Versione giapponese
- Makoto Tsumura: Atom
- Shinya Owada: Nagamiya Tenma
- Hisashi Katsuta: Professor Ochanomizu
- Banjō Ginga: Police Inspector Tawashi
- Akiko Kawase: Yuko Kisaragi
- Akio Ōtsuka: Pluto
- Kazuki Yao: Skunk Kusai
- Kiku Hiramatsu: Epsilon
- Miki Maruyama Uran
- Miyoko Shoji: Helen
- Motoko Kumai: Tamao
- Naoki Tatsuta: Robita
- Nobuyuki Hiyama: Atlas
- Rie Kugimiya: Nyanko
- Susumu Chiba: Shibugaki
- Yuu Urata: official/clerk
- Yuuko Satou: Kenichi

### Versione americana
- Candi Milo: Astro, Kennedy
- Dorian Harewood: Dr. Tenma, Shadow
- Wally Wingert: Dr. O'Shay, Skunk, Blue Knight, Wally Kisagari, Katari, Harley, Kato, Additional Voices
- Bill Farmer: Detective Tawashi
- David Rasner: Pluto
- Faith Salie: Yuko
- Greg Cipes: Daichi/Atlas
- Jennifer Darling: Nora/Robita
- Jonathan Todd Ross: Mechanic #2 (eps.9)
- Lara Jill Miller: Alejo, Mimi
- Maile Flanagan: Matthew
- Sandy Martin: Abercrombie
- Susan Blu: Zoran
- Dave Wittenberg
- Gregg Berger

## Episodi
Di seguito, la lista degli episodi della serie. I titoli si riferiscono all'edizione americana.
- Episode 01. Power Up!
- Episode 02. Rocket Ball
- Episode 03. Destination Deimos
- Episode 04. Into Thin Air
- Episode 05. Rainbow Canyon
- Episode 06. Atlas
- Episode 07. Astro vs. Atlas
- Episode 08. Neon Express
- Episode 09. Franken
- Episode 10. Venus Robots
- Episode 11. Robot Circus
- Episode 12. Reviving Jumbo
- Episode 13. Little Sister, Big Trouble
- Episode 14. Micro Adventure
- Episode 15. Only a Machine
- Episode 16. Robot Hunters
- Episode 17. The Rise of Pluto
- Episode 18. The Fall of Acheron
- Episode 19. Robot Boy
- Episode 20. Eternal Boy
- Episode 21. Dragon Lake
- Episode 22. The Legend of Tohron
- Episode 23. Lost in Outland
- Episode 24. March of the Micro Bears
- Episode 25. Deep City
- Episode 26. The Blue Knight
- Episode 27. Old Dog, New Tricks
- Episode 28. Hydra-Jacked
- Episode 29. The Case of the Phantom Fowl
- Episode 30. Geo Raider
- Episode 31. Gideon
- Episode 32. Secret of the Blue Knight
- Episode 33. Fairy Tale
- Episode 34. Shape Shifter
- Episode 35. Phoenix (or Firebird)
- Episode 36. Space Academy
- Episode 37. Atlas Strikes Back
- Episode 38. Battle-Bot
- Episode 39. Time Hunters
- Episode 40. Escape from Volcano Island
- Episode 41. Avalanche
- Episode 42. Battle of Steel Island
- Episode 43. Undercover
- Episode 44. Into the Dragon's Lair
- Episode 45. Night Before the Revolution
- Episode 46. Robotonia
- Episode 47. Showdown in Robotonia
- Episode 48. Journey to Tomorrow
- Episode 49. Atom's Revival
- Episode 50. The Final Battle

## Sigle

### Giappone
Sigle di testa
1. "True Blue" di Zone
2. "Now or Never" di Chemistry con M-Flo

Sigle di coda
1. "Boy's Heart" di Fujii Fumiya
2. "Mighty Atom" (鉄腕アトム?, Tetsuwan Atomu) (Remix della sigla originale del 1963.)

### USA
Sigla di testa
1. "Astro Boy Opening Theme" di William Anderson

Sigla di coda
1. "Astro Boy Ending Theme"